# Copa Campeonato (trofeo)
La Copa Campeonato, nacida como Championship Cup, y también llamada a lo largo de los años como Challenge Cup, Copa Desafío y Copa Alumni, es el trofeo más antiguo de la Asociación del Fútbol Argentino y que históricamente se entregó a los campeones de primera división, aunque en la temporada 2013-14 se puso en juego como una copa nacional.

## Historia
Ei 21 de febrero de 1893 se fundó la segunda Argentine Association Football League (hoy AFA). Dicha asociación en 1896, resolvió otorgar un trofeo al campeón de primera división, el que fue llamado Championship Cup, al igual que el torneo, el vencedor de dicho certamen fue Lomas Academy (segundo equipo del Lomas Athletic Club). Además se decidió que de manera retroactiva fuera entregado a los ganadores de las tres temporadas anteriores, que casualmente en todas, fue el Lomas Athletic.
Durante los primeros años de existencia, el galardón fue denominado de varias maneras, Copa Campeonato (su nombre en castellano), Challenge Cup o su traducción al español Copa Desafío (porque debía devolverse a la asociación al final de la temporada) y Copa Alumni. Esta última manera de llamarla se debió a que el Alumni Athletic Club tuvo derecho a retenerla al ganar tres torneos consecutivas (1900, 1901 y 1902), pero de manera desinteresada la devolvió, a condición de que se siguiera disputando. A partir de 1902 su nombre se castellanizo oficialmente y adopta definitivamente su denominación actual.
El trofeo fue entregado a cada uno de los campeones del amateurismo, incluso de manera retroactiva a los de las disidentes: Federación Argentina de Football (1912-1914) y Asociación Amateurs de Football (1919-1926), luego de las respectivas Fusiones. Cabe aclarar, que en 1929, se entregó al campeón de la Copa Estímulo, que al ser el único certamen del año, se homologó como Campeonato de Primera División
En la era profesional se entregó a todos los campeones desde 1931 hasta 2010, excepto: en 1936 (que se disputaron tres torneos y en uno solo se otorgó) y en los Campeonatos Nacionales (1968-1985), que se adjudicó otro trofeo. Cabe aclarar que en el profesionalismo se entregó por primera vez de manera física en 1935, cuando quedó definitivamente formada la AFA, con la fusión de la oficial, Asociación Argentina de Football (Amateurs y Profesionales); y la disidente Liga Argentina de Football, pero a los campeones de la última, se les entregó de manera retroactiva.
El trofeo, que a partir del Metropolotano de 1980 se otorgó de manera simbólica dado que permaneció dentro de la AFA, se dejó de entregar en la temporada 2010-11, cuando la misma asociación comenzó a dar distintas copas que los clubes se quedaron en su poder.
En junio de 2012, la AFA volvió a poner en disputa el trofeo, que fue entregado al campeón del Campeonato de Primera División 2012-13, que se definió entre los ganadores del Torneo Inicial y el Torneo Final, jugado en un campo neutral. Dado que, con el Torneo Inicial comenzado, se decidió mediante una resolución del Comité Ejecutivo de la Asociación del Fútbol Argentino, que los ganadores de los torneos Inicial 2012 y Final 2013, también sean considerados campeones de los mismos, se desnaturalizó el partido definitorio.
Finalmente en 2014, la AFA decidió jugar el mismo formato de torneo que la temporada anterior, pero a diferencia de aquella, el partido final del campeonato se disputó por la Copa Campeonato, que se le dio carácter de copa nacional, aunque el trofeo era la misma Copa Alumni. El ganador fue el Club Atlético River Plate, que derrotó a San Lorenzo, el 24 de mayo de 2014 en la ciudad de La Punta, provincia de San Luis, y obtuvo la clasificación para la Supercopa Argentina 2014 y la Copa Sudamericana 2014.
Debido a que a partir de la temporada 2015, se jugaron torneos individuales con un solo campeón por temporada, la Copa Campeonato se descontinuó como copa nacional y la Asociación del Fútbol Argentino, no aclaró si a partir de 2015 a los campeones de la liga, se les volvía a otorgar el trofeo.

## Ediciones
| Edición | Campeón         | Resultado | Perdedor          | Sede del partido                                 |
| ------- | --------------- | --------- | ----------------- | ------------------------------------------------ |
| 2013    | Vélez Sarsfield | 1 - 0     | Newell's Old Boys | Estadio Malvinas Argentinas, Mendoza             |
| 2014    | River Plate     | 1 - 0     | San Lorenzo       | Estadio Provincial Juan Gilberto Funes, San Luis |